# Wiebke Junger
Wiebke Junger (später Wiebke Stefansky-Junger) (* 3. Januar 1975 in Wolfenbüttel) ist eine ehemalige deutsche Basketballspielerin.

## Laufbahn
Junger spielte mit dem MTV Wolfenbüttel in der 1. Damen-Basketball-Bundesliga, zur Saison 1993/94 wechselte sie innerhalb der Liga zum VfL Marburg. Sie gehörte bis 1995 zum Marburger Aufgebot. Sowohl mit Wolfenbüttel als auch mit Marburg kam Junger auch zu Europapokaleinsätzen.
Später spielte sie beim SV Union Opladen, zunächst in der Regionalliga, dann ab 2001 in der 2. Bundesliga. Mitte Februar 2002 ließ Junger aufhorchen, als sie in einem Zweitligaspiel für Opladen acht Dreipunktwürfe traf. Sie verließ den Zweitligisten im Anschluss an die Saison 2001/02, im Januar 2003 kehrte sie zurück und verstärkte Opladens Zweitligakaders noch einmal bis zum Abschluss der Saison 2002/03. Junger zog sich in die Landesliga zum TuS Königsdorf zurück, später gehörte sie ebenfalls in der Landesliga dem TuS Brauweiler an.